# Isaac Hevia
Isaac Hevia Concha (Talca, 11 de abril de 1870-Santiago, 19 de agosto de 1952) fue un ingeniero civil y político chileno, miembro del Partido Radical (PR). Se desempeñó como ministro de Higiene, Asistencia y Previsión Social de su país, durante el gobierno del presidente Emiliano Figueroa Larraín entre 1926 y 1927. Luego, entre 1930 y 1932, ejerció como diputado en representación de la 3ª Circunscripción Departamental.

## Familia y estudios
Nació en la comuna chilena de Talca el 11 de abril de 1870, hijo de Toribio Hevia y de Carmen Concha. Realizó sus estudios primarios y secundarios en el Liceo de Talca, y luego cursó superiores en la Escuela de Ciencias Físicas y Matemáticas de la Universidad de Chile, titulándose como ingeniero civil en 1900, con la tesis Cálculo de puente. En el mismo año se casó con Elena Morel Alvarado, matrimonio del cual nacieron cinco hijos: Ester, Marta, Inés, Jorge y Raquel.

## Carrera laboral
Laboralmente, se desempeñó como ingeniero en la Empresa de los Ferrocarriles del Estado (EFE), hasta el año 1927; fue también el primer administrador del Ferrocarril de Atacama y jefe del Departamento de Vías y Obras en el Ministerio de Obras y Vías Públicas.
Simultáneamente, fue miembro honorario de la 2ª Compañía de Bomberos y, recibió la medalla por sesenta años de servicios en la institución.

## Carrera política
Durante su carrera política militó en el Partido Radical (PR). El 27 de noviembre de 1926, fue nombrado por el presidente Emiliano Figueroa como ministro de Higiene, Asistencia y Previsión Social, dejando el cargo el 23 de mayo de 1927.
Posteriormente, en las elecciones parlamentarias de 1930 (Congreso Termal), fue elegido como diputado por la Tercera Circunscripción Departamental (correspondiente a los departamentos de Chañaral, Copiapó, Freirina y Vallenar), por el período legislativo 1930-1934, sin poder completarlo luego de la disolución del Congreso Nacional el 6 de junio de 1932, mediante un decreto de la Junta de Gobierno instaurada tras un golpe de Estado. En su gestión integró la Comisión Permanente de Industria y Comercio y la de Vías y Obras Públicas.
Falleció en Santiago de Chile el 19 de agosto de 1952, a los 80 años.